# Lucio Artorio Casto
Lucio Artorio Casto (en latín: Lucius Artorius Castus; fl. med.-finales del siglo II o comienzos-med. siglo III) fue un comandante militar romano. Miembro de la gens Artoria (posiblemente de origen Mesapio o Etrusco), se ha sugerido como base histórica potencial para el rey Arturo.

## Carrera militar según las fuentes

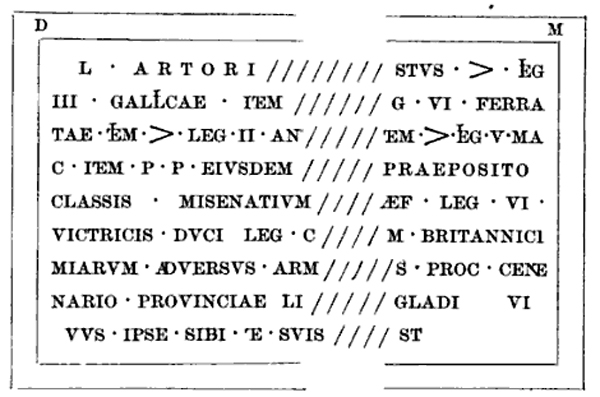
Drawing of the Lucius Artorius Castus inscription from Podstrana, as read (with minor errors) by professor Frane Bulić in the late 1880s (source: T. G. Jackson, "Dalmatia, the Quarnero and Istria", Oxford, 1887, pp. 167)

Lo que se sabe de Artorius proviene de inscripciones halladas en fragmentos de un sarcófago, y una placa conmemorativa, encontrada en Podstrana, en la costa dálmata en Croacia. A pesar de que las inscripciones no se han podido datar con precisión, Lucius Artorius Castus probablemente sirvió en el ejército Romano entre finales del siglo II y comienzos del siglo III.

### La primera inscripción
La inscripción del sarcófago, que se rompió en dos fragmentos antes del siglo XIX y colocado en la pared de la Iglesia de San Martin en Podstrana Croacia, reza (señalar que "7" es una transcripción del símbolo utilizado por escribanos para representar la palabra centurión; las letras ligadas están indicadas con subrayado):
```
D...............................M
L ARTORI[.........]STVS 
7
 LEG
III GALLICAE ITE[....]G VI FERRA
TAE ITEM 
7
 LEG II AD[....]TEM 
7
 LEG V M
C ITEM P P EIVSDEM [...] PRAEPOSITO
CLASSIS MISENATIVM [..]AEFF LEG VI
VICTRICIS DVCI LEGG [...]M BRITANICI
MIARVM ADVERSVS ARM[....]S PROC CENTE
NARIO PROVINCIAE LI[....] GLADI VI
VVS IPSE SIBI ET SVIS [....]ST[...]
```

Manfred Clauss del Epigraphik-Datenbank Clauss-Slaby (EDCS), siguiendo las lecturas y las expansiones proporcionadas en CIL 03, 01919; CIL 03, 08513; CIL 03, 12813; Dessau 2770; IDRE-02, 303, expande el texto como:
D(is) [M(anibus)] | L(ucius) Artori[us Ca]stus |(centurio) leg(ionis) | III Gallicae item [|(centurio) le]g(ionis) VI Ferratae item |(centurio) leg(ionis) II Adi[utr(icis) i]tem |(centurio) leg(ionis) V M[a]c(edonicae) item p(rimus) p(ilus) eiusdem praeposito classis Misenatium [pr]aef(ectus) leg(ionis) VI Victricis duci legg(ionum) [triu]m Britan(n)ic{i}{mi}arum adversus Arme[nio]s proc(urator) centenario(!) provinciae Li[burniae iure] gladi(i) vivus ipse sibi et suis [...Ex te]st(amento)
Hans-Georg Pflaum ofreció una expansión ligeramente diferente:
D(is) M(anibus) L(ucius) Artori[us Ca]stus (centurio) leg(ionis) III Gallicae item [(centurio) le]g(ionis) VI Ferratae item (centurio) leg(ionis) II Adi[utricis i]tem (centurio) V M(acedonicae) C(onstantis) item p(rimi) p(ilus) eiusdem [legionis], praeposito classis Misenatium, [item pr]aeff(ecto) leg(ionis) VI Victricis, duci legg(ionum) [duaru]m Britanicimiarum adversus Arm[oricano]s, proc[uratori) centenario provinciae Lib[urna(iae) iure] gladi vivus ipse et suis [….Ex te]st(amento)
Anthony Birley traduce como:
"A los divinos manes, Lucius Artorius Castus, centurión de la Tercera Legión Gallica, también centurión de la Sexta Legión Ferrata, también centurión de la Segunda Legión Adiutrix, también centurión de la Quinta Legión Macedonica, también jefe centurion de la misma legión, a cargo de (Pretor) de la flota del Misenum, prefecto* de la Sexta Legión Victrix, comandante de dos** legiones británicas contra los Armenios, procurador centenario de Liburnia con el poder de la espada. Él mismo (instaló esto) para él y su familia en vida.**"
*Señalar que el doble -ff- en PRAEFF tendría que ser indicativo de plural (a menudo dual), aunque puede ser un error del escriba en este caso.
**Birley ligue la expansión de Pflaum dónde [duaru]m "de dos" es restablecido antes de Britanicimiarum. Editores anteriores han preferido restaurar la palabra como alarum "a/para las alae", que puede tener más sentido si entendemos duci legg como dux legionum.
***Birley no traduce la frase final, [...Ex te]st(amento), qué (si es correcta) tendría que ser traducido como "...Según los términos de (su) voluntad "
En 2009, los dos fragmentos de piedra que muestran esta inscripción fueron extraídos de la pared de la Iglesia de San Martin para su restauración y análisis; desde entonces han sido reemplazados por una copia.

### La segunda inscripción
La placa conmemorativa, que fue encontrada no lejos de la primera inscripción y que también se rompió en algún momento antes del siglo XIX, reza:
```
L ARTORIVS
CASTVS P  P
LEG V MA[.] PR
AEFEC[.]VS LEG
VI VICTRIC
[.....]
```

Qué Clauss (siguiendo CIL 03, 12791 (p 2258, 2328,120); CIL 03, 14224; IDRE-02, 304), expande: 
L(ucius) Artorius | Castus p(rimus) p(ilus) | leg(ionis) V Ma[c(edonicae)] pr|aefec[t]us leg(ionis) | VI Victric(is)|[...]
Traducido: 
Lucius Artorius Castus, Primus Pilus de la legión V Macedonica, Prefecto de la Legión VI Victrix [....]

### ¿Una tercera inscripción?
Una inscripción no datada y de proveniencia no identificada en un sello, presuntamente descubierta en Roma pero que estaba en París en el siglo XIX reza:
```
• LVCI •
• ARTORI 
• CASTI •
```

Sin más en la inscripción, no podemos decir si se refiere o no a nuestro Lucius Artorius Castus, o sencillamente otro hombre del mismo nombre.

### Las unidades y rangos mencionados

#### Centurión de Legio III Gallica
La primera unidad mencionada en la inscripción de Artorius es la legio III Gallica – estacionada en Siria durante la mayor parte de los siglos II y III. Artorius mantuvo el rango de centurion de esta legión– la mayoría de soldados Romanos sólo conseguían el rango de centurion después de aproximadamente 15–20 años de servicio, pero no era desconocido para algunos civiles con conexiones políticas de la clase ecuestre el ser directamente nombrados centuriones al entrar en el Ejército, aunque estos centuriones ecuestres (conocidos como "ex equite Romano") eran una minoría. No podemos decir si Artorius tuvo o no una carrera larga como soldado legionario antes de lograr el centurianato, o si accedió directamente al rango, ya que la mayoría de las inscripciones de centuriones de carrera no mencionan los cargos ocupados antes del centurionato. Los oficiales exitosos a menudo omitían el registro cualquier rango inferior al primus pilus, como hizo Artorius en su placa conmemorativa.

#### Centurión de la Legio VI Ferrata
Desde mediados del siglo II hasta al menos comienzos del siglo III, la legio VI Ferrata estuvo estacionada en Judea.

#### Centurión de la Legio II Adiutrix
Desde comienzos del siglo II en adelante la legio II Adiutrix estuvo basada en Aquincum (Budapest) y participó en varias campañas notables contra Partos, Marcomanos, Cuados y, a mediados del siglo III, el imperio sasánida.

#### Centurión y Primus Pilus de la Legio V Macedonica
La legio V Macedónica estuvo basada en la Dacia Romana durante el siglo II y la mayor parte del siglo III– la unidad participó en batallas contra Marcomanos, Sármata y Cuados; sirviendo en esta unidad Artorius consiguió el rango de primus pilus.

#### Praepositus de la flota del  Miseno
Artorius actuó luego como Preboste (Praepositus) de la flota del Miseno en Italia. Este título (generalmente dado a Equites) indicaba un mando especial sobre un cuerpo de tropas, pero limitada en acción y sujeto al control del Emperador.

#### Prefecto de la Legio VI Victrix
Ll Legio VI Victrix tenía su base en Gran Bretaña desde el año 122 AD en adelante, aunque su historia durante el siglo III es bastante brumosa. Durante el siglo II y hasta bien entrado al III, la sede de la VI Victrix fue Eboracum (actual York). La unidad fue desplazada brevemente a Lugdunum (Lyon) en 196 AD por Clodio Albino, durante su revuelta contra el emperador Severo, pero regresó a York después de que la revuelta fuera sofocada– y la unidad sufriera una derrota significativa– en 197 AD.
La posición de Artorius en la Legio VI Victrix, Prefecto de la Legión (Praefectus Legionis), era equivalente a la de Praefectus Castrorum. Los hombres que alcanzaban este cargo tenían normalmente 50–60 años y había pasado en el ejército la mayor parte de su vida, desde los rangos más bajos y el centurianato hasta que alcanzaban el Primus Pilus (el rango parece haber sido ocupado exclusivamente por primipilares ). Actuaban como terceros al mando del comandante de la legión, el Legado, y el tribuno y podría asumir el mando en su ausencia. Sus deberes cotidianos incluían el mantenimiento de la fortaleza y gestión de las provisiones, sanidad, municiones, equipamiento, etc. Para la mayoría de los que alcanzaban este rango, era el último antes de la jubilación. Durante batallas, el Praefectus Castrorum normalmente permanecía en la base de la unidad con las tropas de reserva, así que, dada su posición administrativa y (probablemente) avanzada edad, es improbable que Artorius luchara en cualquier batalla mientras servía en Gran Bretaña.
Artorius podría haber supervisado las tropas que guardaban el muro de Adriano, pero sus inscripciones no nos proporcionan ninguna información precisa sobre dónde pudo haber servido en Gran Bretaña. Ha sido sugerido por la autora Linda Malcor que estuvo en Bremetennacum con un contingente de Sármatas (originalmente enviados a Gran Bretaña en 175 AD) por Marco Aurelio, pero no hay pruebas de que apoyen esa conjetura. Dado sus deberes como Praefectus Legionis, es razonable asumir que pasó parte– si no todo– su tiempo en Gran Bretaña en los cuarteles de la VI Victrix en York.
Es interesante que el título sea deletreado (P)RAEFF en el sarcófago Artorius– letras duplicadas al final de las palabras abreviadas en las inscripciones latinas indican normalmente plural (a menudo dual) y se sabe de algunas legiones que tuvieron varios praefecti castrorum. El título es dado en el singular en la placa conmemorativa, así que  podríamos tener un error del escriba en el sarcófago. Si no, entonces Artorius era probablemente uno de los dos prefectos de esta legión.

#### Dux Legionum de los Alae(?) "Britanicimiae"
Antes de acabar su carrera militar, Artorius dirigió una expedición de cierto renombre como  Dux Legionum, un título provisional acordado con oficiales que actuaban en un cargo por encima de su rango, bien a la cabeza de una colección de tropas (generalmente vexillatios extraídos de legiones) en tránsito de una estación a otra o al mando de una unidad completa (la primera parece ser el caso de Artorius, ya que las unidades se mencionan en genitivo plural).

##### Adversus Arm[oric(an)o]s o Adversus *Arme[nio]s?
Durante muchos años se creyó que la expedición de Artorius era contra los Armoricanos (basado en el leyendo ADVERSUS ARM[....]S, reconstruido como "adversus *Armorcianos" – "contra los Armoricanos" – por Theodor Mommsen en el CIL y seguido por la mayoría de editores posteriores), pero la primera edición publicada de la inscripción, hecha por el arqueólogo croata Francesco Carrara (en italiano) en 1850, era ADVERSUS ARME[....], con una ME ligada (ya no visible en la piedra, posiblemente debido a la climatología, ya que la piedra había estado expuesta a los elementos durante siglos y reutilizada como parte de un muro junto a la iglesia de San Martin en Podstrana; las palabras mutiladas a lo largo del borde derecho roto del primer fragmento de la inscription). Si la lectura de Carrara es correcta, la reconstrucción más probables de la frase sería como "adversus *Armenios", i.e. "contra los Armenios", ya que no se conoce ningún otro nombre nacional o tribal de la época que comience con las letras *Arme-.
Debería notarse que los nombres regionales Armoricani o Armorici no son atestiguados en ninguna otra inscripción latina, mientras que el país Armenia y derivados como el nombre étnico Armenii y nombre personal Armeniacus aparecen en numerosas inscripciones latinas. Además, ninguna fuente clásica menciona acciones militares tomada contra los Armorici/Armoricani (que era en origen un nombre regional que abarcaba varias tribus distintas) en los siglos II o III. Mientras que hay referencias literarias a (y pequeñas evidencias arqueológicas de) cierto desasosiego en el noroeste de la Galia durante este periodo de tiempo– a menudo relacionado con la rebelión de los Bagaudas, no hay ninguna evidencia que los Bagaudas estuvieran conectados con los Armorici/Armoricani, o cualquiera otra tribu en particular o región, haciendo la posible referencia a los Armorici/Armoricani un poco extraña (especialmente porque Armorica iba a experimentar un periodo de prosperidad a finales del siglo II (cuando Malcor, et al. creen que tuvo lugar la expedición de Artorius). Armenia, por otro lado, fue la ubicación de varios conflictos que implicaron a los romanos durante los siglos II y III.
La tradición alternativa, "Armenian" data de 1881 por el epigrafista y experto en el mundo clásico Emil Hübner y recuperada más recientemente por el historiador y epigrafista Xavier Loriot, quien (basado en la evidencia contextual y epigráfica) sugiere un floruit para Artorius a comienzos del siglo III (el análisis de la inscripción de Loriot ha sido adoptado recientemente por los historiadores Romanos Anthony Birley y Marie-Henriette Quet).

##### Britanicimiae
El nombre de las unidades que Artorius dirigió en esta expedición, "Britanicimiae", parece para estar corrupto – podría ser reconstruido como *Britanniciniae o *Britannicianiae. En este caso, serían probablemente unidades similares en naturaleza al ala y cohorte I Britannica (también conocida como la I Flavia Britannica o Britanniciana), que estuvo estacionada en Gran Bretaña a mediados del siglo I, pero enviada a Vindobona en Pannonia a finales de los años 80 AD (más tarde participarían en las Guerras partas de Trajano de 114–117 AD y la guerra persa deTreboniano Gallo de 252 AD).  Aunque el nombre de la unidad derivaba de su servicio inicial en Gran Bretaña, la unidad no estaba compuesta generalmente de Britanos. Se cree que ninguna unidad con ese nombre estuvo en activo en Gran Bretaña a finales del siglo II. En una inscripción de Sirmio en Panonia datada en el reinado del emperador Gallieno (CIL 3, 3228),  tenemos menciones de vexillatios de legiones *Britan(n)icin([i?]ae) ("militum vexill(ationum) legg(ionum) ]G]ermaniciana[r(um)] [e]t Brittan(n)icin(arum)")– otra forma muy similar a la de *Britan(n)ici{m}iae de la inscripción de Artorius.

#### Procurador Centenario de Liburnia
Si tenían talento, experiencia y conexiones, los Praefects Castrorum/Legionis a veces podían acceder a posiciones civiles más elevadas como procurador, lo que Artorius parece haber logrado tras retirarse del ejército. Se convirtió en procurador centenario (gobernador) de Liburnia, una parte de la Dalmacia romana, hoy Croacia. (centenarius indica que recibía un salario de 100,000 sestercios al año). Nada más sabemos de él. Otros Artorii están atestiguados en la zona, pero desconocemos si Lucius Artorius Castus comenzó esta rama de la familia en Dalmacia, o si la familia ya estaba establecida allí antes de su nacimiento (en este caso, Artorius podría haber recibido la procuradoría Liburnia por ser nativo).

## Identificación con el rey Arturo
En 1924, Kemp Malone fue el primero en sugerir la posibilidad de que Lucius Artorius Castus pudiera ser la inspiración para la figura de Arturo en la literatura europea medieval. Otros defensores más recientes incluyen a autores como C. Scott Littleton y Linda A. Malcor. La hipótesis ha sido fuertemente criticada por prominentes expertos artúricos .
Las carreras del Artorius histórico y del tradicional Rey Arturo tienen ciertas diferencias. Por ejemplo, Artorius no fue contemporáneo de las invasiones sajonas de Gran Bretaña en el siglo V. La posibilidad, aunque remota, es empero real que Artorius estuvo recordado en leyendas y cuentos locales que creció en el volviendo a contar. Ninguna prueba definitiva, aun así, todavía ha sido establecido que Lucius Artorius Castus era el "Rey" real Arthur.
|                     | Lucius Artorius Castus | Rey Arturo |
| ------------------- | --- | --- |
| Floruit             | Desconocido; probablemente finales del siglo II o comienzos del siglo III. | Tradicionalmente asignado a finales del siglo V o comienzos del siglo VI. |
| Nombre              | Artorius = nombre familiar de LAC, su nomen gentil. | Arturo podría derivar del latín Artorius, pero un origen Celta también es posible. Tratado como nombre nativo galés en textos latinos medievales (siempre traducido Art[h]ur[i]us y nunca como Artorius). |
| Etnicidad           | La familia Artorii tiene raíces en Italia, potencialmente de origen Mesapio o Etrusco; LAC podría haber nacido en una rama de la familia asentada en Dalmacia. | Tradicionalmente conectado en genealogías y literatura galesas con la nobleza británica de Cornualles. |
| Religión            | Desconocida; dedicaciones a los Di Manes, como las halladas en la tumba de LAC, se han encontrado en inscripciones paganas y cristianas en el siglo III. | Como poco, nominalmente cristiano – según la Historia Brittonum portaba una imagen de la Virgen María en una de sus batallas, a pesar de que textos más tardíos le describen como antagonistas hacia clérigos. |
| Estatus militar     | Oficial romano de carrera de alto nivel; posteriormente (probablemente un hombre maduro), sirvió como Prefecto de Campo en Gran Bretaña, y finalmente como Dux Legionum ("Jefe de Legiones") en una sola campaña militar.                                                                       | En el latín medieval de la Historia Brittonum, Arturo es llamado miles, "guerrero montado, caballero armado" (un cambio en el significado de miles del latín Clásico, en qué la palabra significaba "soldado profesional, soldado común, recluta, soldado de infantería de bajo rango"). También, en la Historia Brittonum, Arturo es llamado dux belli (dux bellorum en algunos MSS), "líder de la batalla(s)" (específicamente, las 12 batallas que luchó con la ayuda de los reyes britanos contra los sajones), pero esto es una frase latina convencional y no indica que Arturo tuviera el rango de Dux en el ejército britano post-romano (de hecho, los dirigentes militares no romanos son a veces llamados dux belli/bellorum en textos latinos antiguos). En fuentes galesas medievales más tardías se le llama tanto "emperador" como "rey" (el preferido en el romance medieval). |
| Batallas británicas | Durante la batalla, los prefectos de Campo normalmente se quedaban en la base de su unidad con las tropas de reserva, así que es improbable que LAC luchara en Gran Bretaña. LAC más tarde supervisó una expedición de tropas con alguna clase de conexión británica, bien a Galia o a Armenia. | En la Historia Brittonum, Arturo, junto con los reyes britanos, luchó 12 batallas en Gran Bretaña contra los sajones invasores y, presuntamente, mató a muchos centenares de sajones con su propia mano (el número exacto difiere en los varios manuscritos). En textos más tardíos (como la Vida de San Goeznovius del siglo XI y la Historia Regum Britanniae, del siglo XII ), se declara que Arturo luchó tanto en Galia como en Britania. |
| Muerte              | Circunstancias y fecha desconocidas; probablemente a una edad avanzada, durante su procuradoría Liburnia (dónde esté enterrado). | En literatura galesa, tradicionalmente murió en la Batalla de Camlann (ubicación desconocida en Gran Bretaña); su enterramiento era desconocido para los galeses medievales. |

### Lucius Artorius Castus como el rey Arturo en la actualidad
En la película El Rey Arturo (2004), Artorius es parcialmente identificado con Arturo. La película afirma que el nombre romano de Arturo era "Artorius Castus", y que Artorius era un nombre ancestral derivado del de un famoso líder. Su floruit ("momento estelar") es, no obstante, atrasado unos cuantos siglos para convertirle en contemporáneo de las invasiones sajonas del siglo V. Esto cuadraría con la tradición galesa nativa con respecto a Arturo, a pesar de que sus actividades están situadas muchas décadas antes de lo que las fuentes medievales indican. Como consultor de investigación para la película, las hipótesis de Linda A. Malcor con respecto a Artorius son la inspiración primaria del guion.
Lucius Artorius Castus es el nombre real del personaje Askeladd en el manga y posterior animeVinland Saga, que es un descendiente de Arturo.
En el videojuego Rome: Total War. Barbarian Invasion, uno de los escenarios de batalla presenta la Batalla de Badon Hill con Lucius Artorius Castus como comandante de las fuerzas romano-britanas.